# Juan Vargas (judoka)
Juan Carlos Ignacio Vargas Barneond (ur. 31 lipca 1963) – salwadorski judoka. Trzykrotny olimpijczyk. Zajął dziewiąte miejsce w Los Angeles 1984; trzynaste w Barcelonie 1992 i 21. w Atlancie 1996. Walczył w wadze lekkiej.
Uczestnik mistrzostw świata w 1993 roku.

## Letnie Igrzyska Olimpijskie 1984
| Konkurencja | Eliminacje             | Eliminacje              | Repasaże             | Klas. końcowa |
| Konkurencja | Przeciwnik I           | Przeciwnik II           | Przeciwnik I         | Miejsce       |
| ----------- | ---------------------- | ----------------------- | -------------------- | ------------- |
| 71 kg       | Alick Kalwihzi (ZAM) Z | Ahn Byeong-keun (KOR) P | Kieran Foley (IRL) P | 9.            |

## Letnie Igrzyska Olimpijskie 1992
| Konkurencja | Eliminacje               | Eliminacje             | Repasaże               | Klas. końcowa |
| Konkurencja | Przeciwnik I             | Przeciwnik II          | Przeciwnik I           | Miejsce       |
| ----------- | ------------------------ | ---------------------- | ---------------------- | ------------- |
| 71 kg       | Mohamed Al-Jalai (YEM) Z | Toshihiko Koga (JPN) P | Shi Chengsheng (CHN) P | 13.           |

## Letnie Igrzyska Olimpijskie 1996
| Konkurencja | Eliminacje               | Klas. końcowa |
| Konkurencja | Przeciwnik I             | Miejsce       |
| ----------- | ------------------------ | ------------- |
| 71 kg       | Saleh Al-Sharrah (KUW) P | 21.           |